# 비토샤산

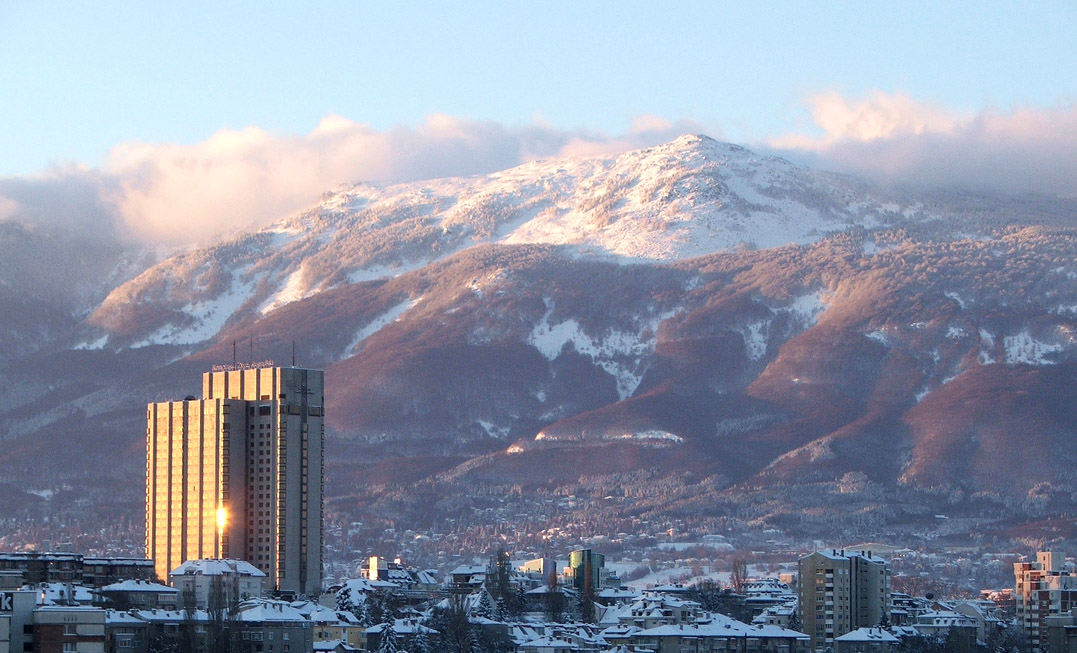
소피아에서 본 비토샤 산

비토샤산(불가리아어: Витоша)은 불가리아 소피아 외곽에 있는 산으로, 높이는 2,290m이다. 비토샤산은 소피아의 상징 중 하나이며 하이킹, 산악 등반, 스키를 즐길 수 있는 가장 가까운 장소이다. 편리한 버스 노선과 로프웨이 덕분에 산에 쉽게 접근할 수 있다. 비토샤산은 거대한 돔의 윤곽을 가지고 있다.

## 같이 보기
- 릴라산맥
- 피린산맥
- 발칸산맥
- 로도피산맥